# Kirowka (obwód smoleński)
Kirowka (ros. Кировка) – wieś (ros. деревня, trb. dieriewnia) w zachodniej Rosji, w osiedlu wiejskim Słobodskoje rejonu diemidowskiego w obwodzie smoleńskim.

## Geografia
Miejscowość położona jest nad jeziorem Mutnoje, 0,5 km od drogi regionalnej 66N-0506 (Prżewalskoje – Jewsiejewka), 2,5 km od centrum administracyjnego osiedla wiejskiego (Staryj Dwor), 33,5 km od centrum administracyjnego rejonu (Diemidow), 83,5 km od stolicy obwodu (Smoleńsk), 53,5 km od granicy z Białorusią.
W granicach miejscowości znajdują się ulice: Dacznaja, Lesnaja.

## Demografia
W 2010 r. miejscowość zamieszkiwało 5 osób.

## Historia
W czasie II wojny światowej od lipca 1941 roku wieś była okupowana przez hitlerowców. Wyzwolenie nastąpiło we wrześniu 1943 roku.